# Yves Binon
Yves Binon (Mont-sur-Marchienne, 7 mei 1964) is een Belgisch politicus van de MR en voormalig Waals Parlementslid.

## Levensloop
Binon werd beroepshalve verantwoordelijke in een bedrijf dat actief in het domein van chauffages. Op 21-jarige leeftijd werd Binon lid van de PRL en datzelfde jaar werd hij voorzitter van de jongerenafdeling van de partij in Ham-sur-Heure-Nalinnes. Toen de partij in 2002 opging in de MR, werd hij tot in 2014 voorzitter van de MR-afdeling van het arrondissement Thuin.
In 1988 werd Binon tot gemeenteraadslid van Ham-sur-Heure-Nalinnes verkozen en in 1994 werd hij er schepen van Openbare Werken tot in 2000. In dat jaar werd hij burgemeester van de gemeente, een functie die hij nog steeds uitoefent. Na de verkiezingen van 2018, beloofde Binon zich tijdens de legislatuur te laten opvolgen door partijgenoot Adrien Dolimont. Binon trok deze belofte achteraf echter in.
Bij de Waalse verkiezingen van 2004 stond hij als eerste opvolger van de MR-lijst in het arrondissement Thuin. Hoewel hij 3079 voorkeurstemmen haalde, werd hij niet verkozen. Bij de volgende Waalse verkiezingen van 2009 werd hij echter wel verkozen. In 2014 werd hij herkozen, maar hij besloot om voor zijn mandaat van burgemeester te kiezen en liet zich vervangen in het Waals Parlement en het Parlement van de Franse Gemeenschap.